# Larry Monroe
Lawrence „Larry“ Monroe (* 1939; † 1. Juli 2024) war ein US-amerikanischer Jazzmusiker (Saxophon, Arrangement, Komposition) und Hochschullehrer.

## Leben und Wirken
Monroe wuchs im ländlichen Vermont auf und lernte zunächst Klarinette, bevor er zum Altsaxophon wechselte. Schon früh beschloss er Jazzmusiker zu werden, was seine Eltern unterstützten. Nachdem er vier Jahre als Zeitsoldat in einer Militärkapelle gespielt hatte, besuchte er ab 1962 die Berklee School of Music, mit deren Bigband 1967 erste Aufnahmen entstanden (Jazz in the Classroom, Volume XII). Im Laufe seiner Karriere spielte er u. a. mit Buddy Rich, Dizzy Gillespie, Lou Rawls, Tony Bennett und Gary Burton; außerdem leitete er in eigenes Sextett. Ab 1986 war er Hochschullehrer am Berklee College of Music, zuletzt als Vizepräsident für akademische Angelegenheiten in der Berklee-Dependence in Valencia, bis er 2009 in den Ruhestand ging. Im Bereich des Jazz war er laut Tom Lord zwischen 1967 und 2007 an 14 Aufnahmesessions beteiligt.

## Diskographische Hinweise
- Tony Lada/Larry Monroe: Play the Music of Cole Porter (1993)